# انجدان
اَنْجِدان روستایی از توابع بخش مرکزی شهرستان اراک در استان مرکزی ایران است. این روستا در قرون وسطی، نسبتاً بزرگ و شکوفا بود و نام آن با احیای فعالیت‌های اسماعیلیۀ نزاریه در دورهٔ پس از الموت گره خورده است. امامان نزاری در نیمهٔ دوم قرن نهم هجری / پانزدهم میلادی در انجدان ظاهر شدند، در حالی که در قالب مشایخ صوفی پنهان شده بودند. پس از آن، امامان به مدت نزدیک به دو قرن، دعوت خود را از انجدان فعالانه دنبال کردند، به‌ویژه در فارس، هند و آسیای مرکزی. این دوره در تاریخ نزاری معمولاً با عنوان دورهٔ احیای انجدان شناخته می‌شود. در نیمهٔ دوم قرن یازدهم هجری / هفدهم میلادی، امامان مقر اقامت و مرکز عملیات خود را به روستای کهک در نزدیکی انجدان منتقل کردند، و انجدان به‌سرعت اهمیت خود را از دست داد. آثار معماری باقی‌مانده در انجدان شامل دو مسجد و سه آرامگاه متعلق به‌شماری از امامان نزاری و بستگان آنان است.

## جغرافیا
این روستا در منطقه‌ای کوهستانی قرار دارد که کوه چشمه و کوه برف شاه در اطراف آن است و غارهای کوچک و بزرگ فراوانی در نزدیکی آن وجود دارد. ارتفاع انجدان از سطح دریا دو هزار متر است. این روستا در ۶۴ کیلومتری شمال خمین، ۳۷ کیلومتری شرق اراک و با همین فاصله از غرب محلات قرار گرفته است.
انجدان، از روستاهای قدیم اراک و مرکز تجدید حیات فرهنگی و تبلیغی و جایگاه امامان اسماعیلی نزاری پس از سقوط الموت بوده است.

## نامگذاری
واژه «انجدان» معرب واژه «انگُدان» می‌باشد. در متون تاریخی از «انکوره» و «انغوزه» نیز نام برده شده است. نام این ده برگرفته از نامی گیاه انگدان است.
نام انجدان در منابع قدیمی به صورتهای انکوان و انکدان نیز آمده است. چنان‌که از منابع برمی‌آید، استفاده از واژة انجدان پس از اقامت امامان اسماعیلی در این محل رواج یافت.

## تاریخ
از پیشینهٔ کهن انجدان تا سدهٔ ۸ق/۱۴م آگاهی دقیقی، بجز سنگ قبرهای یافت شده و اطلاعات محلی - در دست نیست. ناحیه‌ای که امروزه انجدان در آن قرار دارد، در سده‌های نخستین اسلامی - احتمالاً - جزو کورهٔ دوراخور قم بوده است، اما در هیچ‌یک از منابعی که از دوراخور نام برده‌اند، به انجدان یا نامی مشابه آن اشاره نشده است.
از سدهٔ ۹ق/۱۵م پس از استقرار پایگاه امامان اسماعیلی در انجدان بر اهمیت این محل افزوده شد و پیروان این مذهب از نقاط دور و نزدیک برای دیدار امامان و اعطای نذوراتشان به انجدان می‌آمدند. پس از سقوط قلعهٔ الموت توسط هلاکوخان (۶۵۴ق/۱۲۵۶م) گروهی از اسماعیلیان در آذربایجان ساکن شدند و پایگاه امام نزاری به آذربایجان منتقل شد. پس از تقسیم نزاریان به دو شعبهٔ محمدشاهی و قاسم‌شاهی، قاسم‌شاهیان تصمیم به تغییر محل سکنای امامشان از آذربایجان گرفتند، زیرا پایگاه آنان در آذربایجان که تحت فرمان حاکمان سنی مذهب قرار داشت، ایمن نبود. در هنگام امامت مستنصربالله دوم (۸۶۸–۸۸۵ق/۱۴۶۴–۱۴۸۰م)، مشهور به شاه قلندر، سی و دومین رهبر نزاری، پایگاه امامان به انجدان انتقال یافت. انجدان بعد از جستجو و بررسی برای اقامت امامان نزاری انتخاب شد، زیرا دارای شرایط ویژه‌ای بود و به دو شهر کاشان و قم که دارالمؤمنین خوانده می‌شد و به‌طور سنتی از مراکز قدرت شیعیان به‌شمار می‌رفت، نزدیک بود. اسماعیلیان در انجدان دوباره نیرو گرفتند و سازمان جدیدی ایجاد کردند فرستادن داعیان نیز برای تبلیغ به نقاط مختلف آغاز گردید. در این دوره امامان نزاری انجدان دیدگاه‌های خود را تحت پوشش فرقه‌های صوفیه بیان می‌کردند. احیای انجدان، نوزایی دوباره اندیشه و فعالیت‌های تبلیغی اسماعیلیان بود.
در دورهٔ حکومت صفویه در ایران سیاست مذهبی برپایهٔ مرشد و مرید قرار داشت و رهبری مذهبی غیر از پادشاه صفوی مورد پذیرش نبود، بنا بر این، نزاریان به سبب شناخته شدن شخصیت حقیقی امامان نزاری و فعالیت آشکارشان تحت فشار و آزار قرار گرفتند. در ۹۸۱ق/ ۱۵۷۳م امیرخان موسی لو حاکم همدان به دستور شاه طهماسب به کاشان و انجدان هجوم برد و اسماعیلیان را قتل‌عام، و مرادمیرزا رهبر آنان را دستگیر کرد (قاضی احمد، ۱/۵۸۲–۵۸۴). صادق کیا (ص ۳۶–۳۷) به نقل از تاریخ الفی به اقامت گروهی از نقطویان در نواحی کاشان و انجدان اشاره می‌کند که همزمان با سرکوب اسماعیلیان در دورهٔ شاه طهماسب بود. نقطویان انجدان نیز سرکوب شدند. احتمالاً بین این دو فرقه همکاری وجود داشت و گروهی از نقطویان در انجدان، یا نواحی اطراف آن زندگی می‌کردند. در دورهٔ شاه عباس (۹۹۸–۱۰۳۸ق/۱۵۹۰–۱۶۲۹م)، اسماعیلیان نزاری بار دیگر طریق تقیه پیش گرفتند و روابط حسنه‌ای بین امامان نزاری انجدان و شاه عباس برقرار گردید و خلیل‌الله سی و نهمین امام نزاری با یکی از خواهران شاه عباس ازدواج کرد و در فرمانی امامان انجدان از پرداخت مالیات معاف شدند. در زمان امامت شاه نزار، چهلمین امام نزاری پایگاه امامان به روستای کهک محلات در ۳۵ کیلومتری انجدان انتقال یافت.
در دورهٔ اشرف افغان (ه م) انجدان محل برخورد سپاهیان اشرف و عثمانی‌ها بود و بعد از شکست سپاهیان عثمانی، به دستور اشرف انجدان ویران شد و قلعهٔ نورآباد که در هنگام اقامت امامان نزاری در انجدان ارگ آنان بود، با خاک یکسان گردید و گروه کثیری از ساکنانش کشته، یا اسیر شدند. در دوره‌های بعد انجدان اعتبار گذشته را نداشت، چنان‌که به قولی در دورهٔ قاجار تنها به عنوان شکارگاهی مناسب مورد توجه بود.

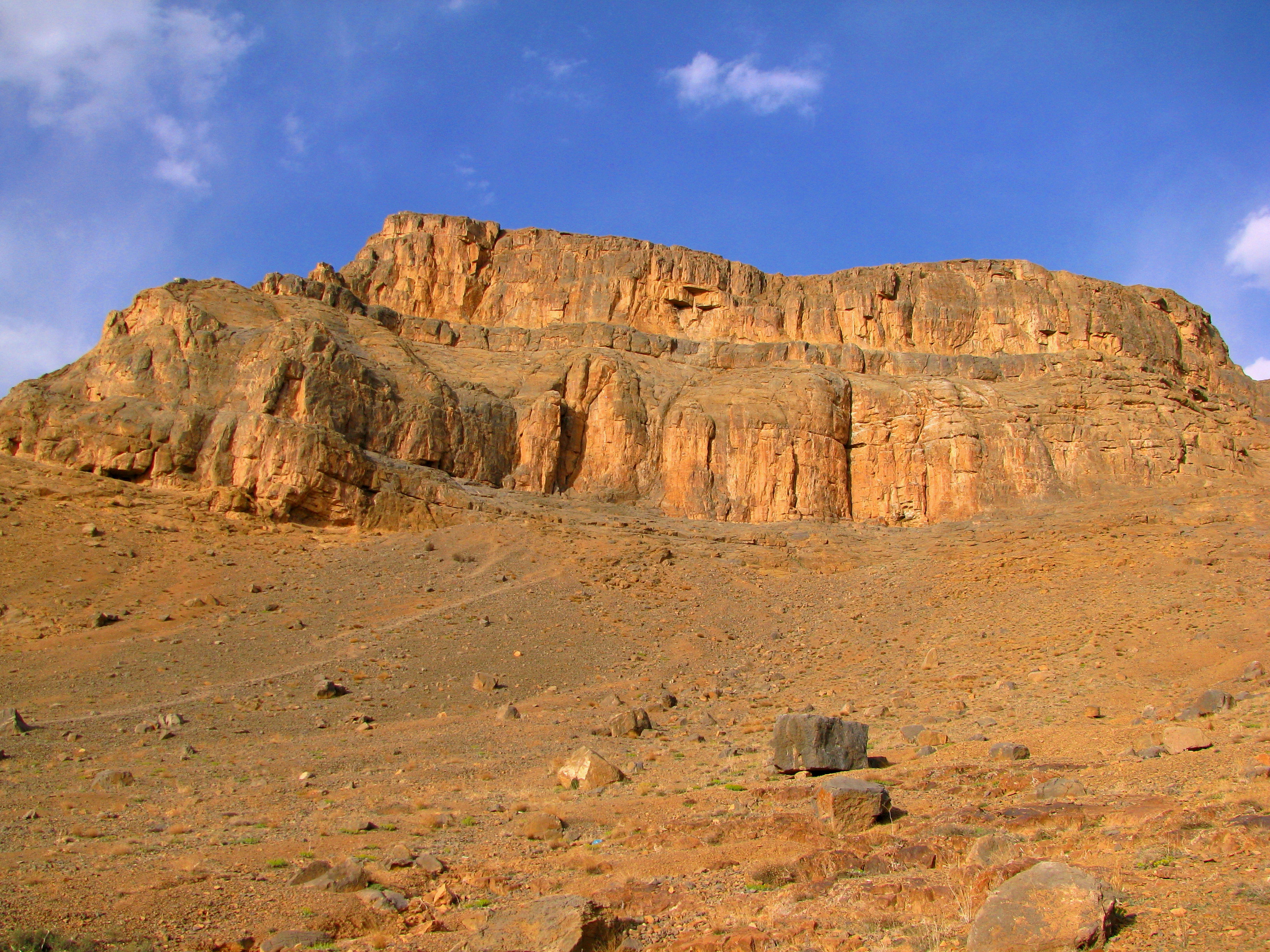
دیواره تیغچه.

انجدان و نواحی اطراف آن در مدت اقامت امامان نزاری در سده‌های ۹–۱۱ق/۱۵–۱۷م از مراکز اندیشة غیر وابسته به حکومت مرکزی بود و نخستین رساله‌های اسماعیلیان نزاری پس از سقوط الموت در انجدان نگاشته شد. ملاصدرا حکیم برجستة دورة صفوی مدتی از زندگیش را در انزوا در کهک قم که در نزدیکی انجدان قرار داشت، گذراند و به نوشته ابراهیم دهگان با امام نزاری در ارتباط بود (همان‌جا).
انجدان خاستگاه نویسندگان و ادیبان برجستة پس از سدة ۹ق/۱۵م در ایران‌بود که از آن‌جمله‌اند: ملا داعی انجدانی‌و برادرش ملک طیفور، شاه طاهر دکنی و میرزا ابوتراب بیک فرقتی (واله، ۴۷۹ آذر، ۲۳۹–۲۴۰ فخرالزمانی، ۴۱۳ به بعد دفتری، (۴۳۷
امامان اسماعیلیه در دورة اقامتشان در انجدان آثار و بناهایی ایجاد کردند که امروزه اکثر آن‌ها ویران شده است، از جمله قلعة نورآباد، قلعة امیرخان، قلعة وزیر و کاروانسرای شاه عباسی. در انجدان سه مقبره (بقعه‌های شاه قلندر، شاه قریب و چهل دختران) وجود دارد که مزار شماری از امامان نزاری و خانواده‌هایشان بوده است.
انجدان نسبت به جمعیت اندکش دارای مساجد و حسینیه‌های بسیاری است که طبق نوشتة دهگان به ۱۷ یا ۱۸ باب می‌رسد و این نشان از اهمیت مذهبی و فرهنگی انجدان در گذشته دارد از جمله مسجد سرچشمه که مشهور به مسجد شاه خلیل‌الله بود و مسجد جامع که توسط شاه خلیل‌الله تعمیر شد و تاریخ بنای آن را به سده‌های نخستین اسلام نسبت می‌دهند (دهگان، ۲۸–۲۹، ۳۱، ۱۰۶–۱۱۰ ایوانف، ۵۶–۵۳ دفتری، ۴۶۰–۴۵۹ قطب، ۱۴۵).
بنا به اقوال گوناگون این روستا در حمله مغولها به ایران به شدت آسیب دید و مردم برای فرار از گزند مغولها در زیر روستا نقب حفر نموده و در زیر زمین مشغول به زندگی شدند. لازم است ذکر شود که قدمت این روستا بیش از هزار سال تخمین زده می‌شود. سنگ قبری نیز در یکی از قبرستان‌های این روستا بدست آمده که متعلق به نوه سلمان فارسی می‌باشد. در این سنگ اشاره به انجدان اصفهان شده با توجه به اینکه شهر اراک قدمتی دویست ساله دارد و در گذشته این منطقه زیر نظر اصفهان اداره می‌شده و در منطقه روستای دیگری به این نام وجود ندارد این احتمال وجود دارد که سلمان فارسی زاده این روستا بوده و از اهالی این روستا به‌شمار آید. این سنگ قبر هم‌اکنون در موزه حمام چهار فصل اراک نگاه داری می‌شود. با در نظر گرفتن این واقعیت، احتمالاً قدمت این روستا به قبل از اسلام نیز می‌رسد.

## مردم
این روستا در۳۵ کیلومتری از اراک قرار دارد و براساس سرشماری مرکز آمار ایران در سال ۱۳۸۵، جمعیت آن ۴۴۶ نفر (۱۵۴خانوار) بوده است.